# امتال (آيت وعيان)
امتال هو دُوَّار يقع بجماعة عوينة يغمان، إقليم آسا الزاك، جهة كلميم واد نون في المملكة المغربية. ينتمي الدوّار لمشيخة آيت وعيان التي تضم 10 دواوير. يقدر عدد سكانه بـ 46 نسمة حسب الإحصاء الرسمي للسكان والسكنى لسنة 2004.

## روابط خارجية
- البوابة الوطنية للجماعات الترابية
- المندوبية السامية للتخطيط